# Frynsegode
Et frynsegode er en ikke-kontant økonomisk fordel, der ud over lønnen følger med en ansættelse, eksempelvis fri bil, telefon, fri avis, fri bolig, gratis frokost eller sundhedsforsikringer.
Frynsegoder er i reglen skattepligtige, dog er der en bagatelgrænse, der betyder at der ikke skal betales skat af frynsegoder, der beløber sig til under 5.400 kr. årligt (2008). En anden form for frynsegoder er de såkaldte bruttolønsordninger, hvor f.eks. ansattes internetabonnement betales af bruttolønnen. 
I Danmark er frynsegoder på mange arbejdspladser et almindeligt supplement til lønnen. Det skyldes bl.a. den forholdsvist høje beskatning af lønindkomst.